# Jellyella tuberculata
Jellyella tuberculata is een mosdiertjessoort uit de familie van de Membraniporidae. De wetenschappelijke naam van de soort is, als Flustra tuberculata, voor het eerst geldig gepubliceerd in 1802 door Bosc.